# Death (singel)
Death — drugi singel brytyjskiego zespołu rockowego White Lies. Wydany został 22 września 2008 roku
tym razem nie tylko na płycie gramofonowej, ale też na CD i w wersji do ściągnięcia. Utwór pochodzi z debiutanckiego krążka grupy "To Lose My Life...". Na stronie B singla, wydanego na CD, umieszczono remiks tej piosenki nagrany przez pochodzący z Toronto duet Crystal Castles i Haunts.
Singel uplasował się na 52. miejscu listy UK Singles Chart.

## Lista utworów
CD
1. "Death"
2. "Death" (remix Crystal Castles)

Vinyl
1 wersja
1. "Death"
2. "Black Song"

2 wersja
1. "Death"
2. "Death" (remix Haunts)

## Teledysk
Wideo zrealizowano w Szwecji, reżyserem tak jak też dwóch następnych teledysków grupy jest Andreas Nilsson. Podczas filmu widzimy na przemian grający zespół i ludzi bez twarzy.